# Eydoche
Eydoche település Franciaországban, Isère megyében. Lakosainak száma 541 fő (2022. január 1.). Eydoche Bizonnes, Champier, Flachères, Longechenal, Mottier és Saint-Didier-de-Bizonnes községekkel határos.

## Népesség
A település népességének változása:
| Lakosok száma | 312  | 267  | 307  | 426  | 510  | 524  | 533  | 539  | 540  | 541  |
|               | 1968 | 1982 | 1990 | 2006 | 2013 | 2015 | 2017 | 2019 | 2020 | 2022 |